# Gisant d'entrailles

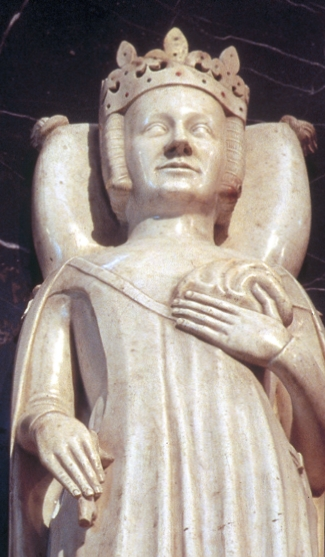
Gisant de Jeanne de Bourbon, seul exemple de gisant d'entrailles à la basilique Saint-Denis, reconnaissable par le petit sac sculpté dans la main gauche.

Un gisant (ou tombeau) d'entrailles est un monument funéraire recueillant les viscères d'un défunt de haut rang. Les entrailles ayant une grande symbolique religieuse sous l'Ancien Régime, elles étaient souvent séparées et inhumées à un autre endroit que les ossements et le cœur, selon le principe de la tripartition du corps. Cette dilaceratio corporis permet la multiplication des cérémonies. On identifie un gisant d'entrailles par la présence d'un petit sac dans une main.